# Hans Liljedahl
Hans Liljedahl, né le 7 avril 1913 à Stockholm et mort le 9 novembre 1991 à Lidingö, est un tireur sportif suédois.

## Carrière
Hans Liljedahl participe aux Jeux olympiques de 1952 à Helsinki et remporte la médaille de bronze dans l'épreuve de la fosse olympique.